# Festival d'humour et de création de Villard-de-Lans
Tout d'abord dénommé, Villard-de-Lans vit l'art de rire, le Festival d'humour et de création de Villard-de-Lans est le nom d'un festival créé en 1990, se déroulant, comme son nom l'indique, à Villard-de-Lans dans le département de l' Isère et en région Auvergne-Rhône-Alpes, sur le plateau du Vercors, non loin de l'agglomération grenobloise.
Ce festival présente ses spectacles, depuis sa création, durant la semaine de la Toussaint, sur une durée de quelques jours.

## Présentation
Il est à l'origine basé sur l'humour et le café théâtre et a été durant deux décennies le rassemblement de jeunes talents et d'artistes humoristes ayant une plus ou moins grande notoriété.  C'est un véritable festival de création dont le siège est situé dans la commune. Celui-ci présente et rassemble chaque année des jeunes talents et des artistes humoristes en herbe, autant dans le domaine du théâtre, de la chanson ou du cirque.
Depuis quelques années le festival est devenu peu à peu pluridisciplinaire. Aujourd'hui les spectacles humoristiques sons associés à d'autres formes d'art et le spectateur peut y voir ainsi du théâtre, de la chanson, des spectacles de clown, du cirque, du conte, des spectacles déambulatoires et même des expositions plastiques.
Depuis sa création le président d'honneur du festival est Serge Papagalli, célèbre auteur, metteur en scène et comédien dauphinois.

## Programmation
En 2014, la 25e édition se déroule du 27 octobre au 1er novembre, avec notamment Jérôme Pinel et Manuel Mouret, Lili Cros et Thierry Chazelle, Dau et Catella, Marlène Bouniort, les Baccalà clown, les compagnies Bakhus, L'éternel été et Le p'tit vélo.
En 2015, la 26e édition se déroule du 26 au 31 octobre avec notamment Jean-Jacques Vanier, Fabrice Schillaci, Luc Chareyron, la compagnie O.P.U.S et le Grand Colossal Théâtre.
En 2016, la 27e édition se déroule  du 26 octobre au 30 octobre avec de animations, déambulations, visites décalées, créations artistiques nées du Land’Art, etc..
En 2017, la 28e édition se déroule du 26 au 30 octobre.
En 2018, la 29e édition se déroule du 27 octobre au 3 novembre.
En 2019, la 30e édition, se déroule du 29 octobre au 2 novembre, avec notamment la Compagnie La Volubile et le spectacle de clowns Les Rois Vagabonds.

## Sites du festival

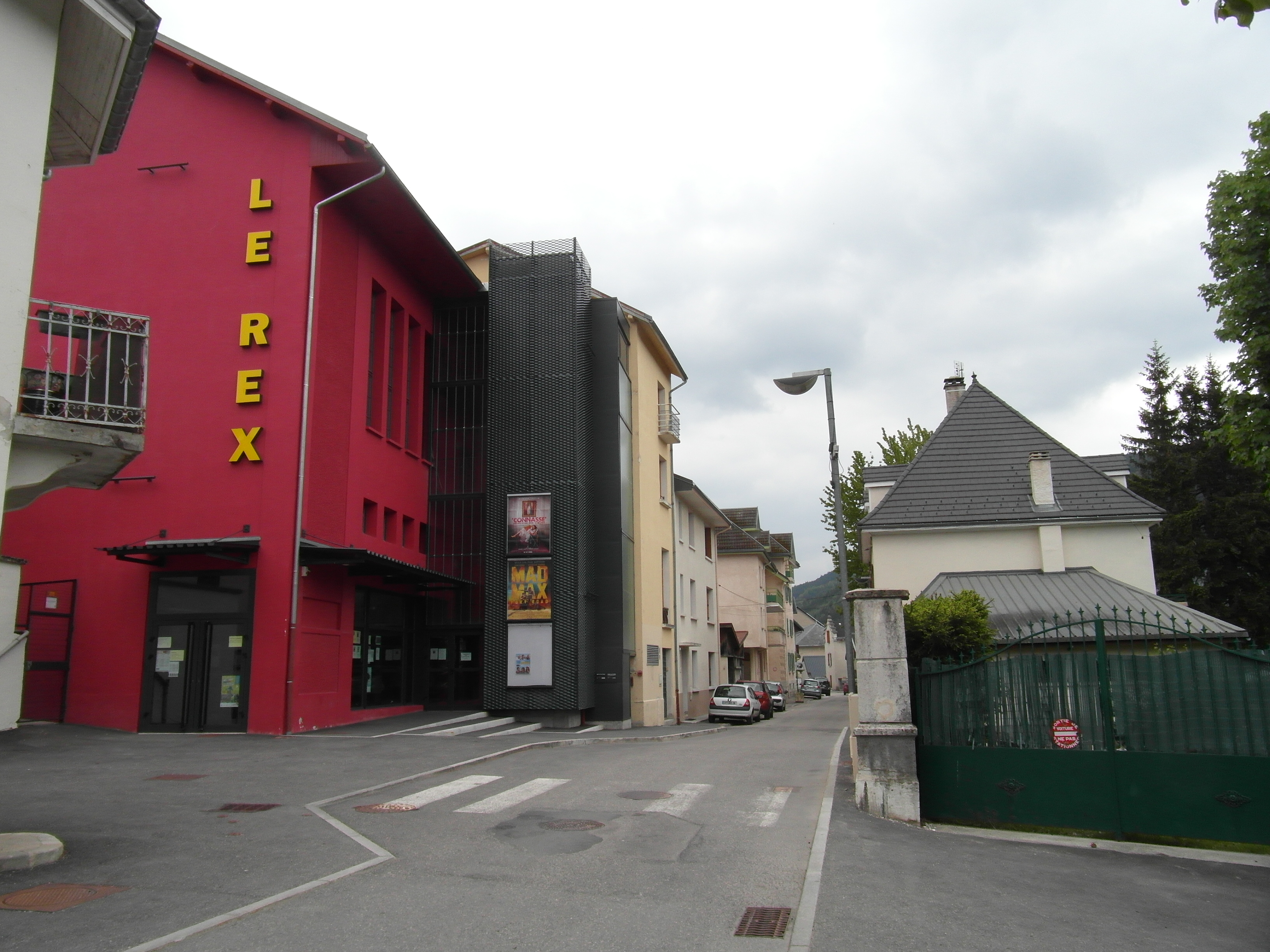
La rue du Lycée Polonais et la salle de cinéma « Le Rex ».

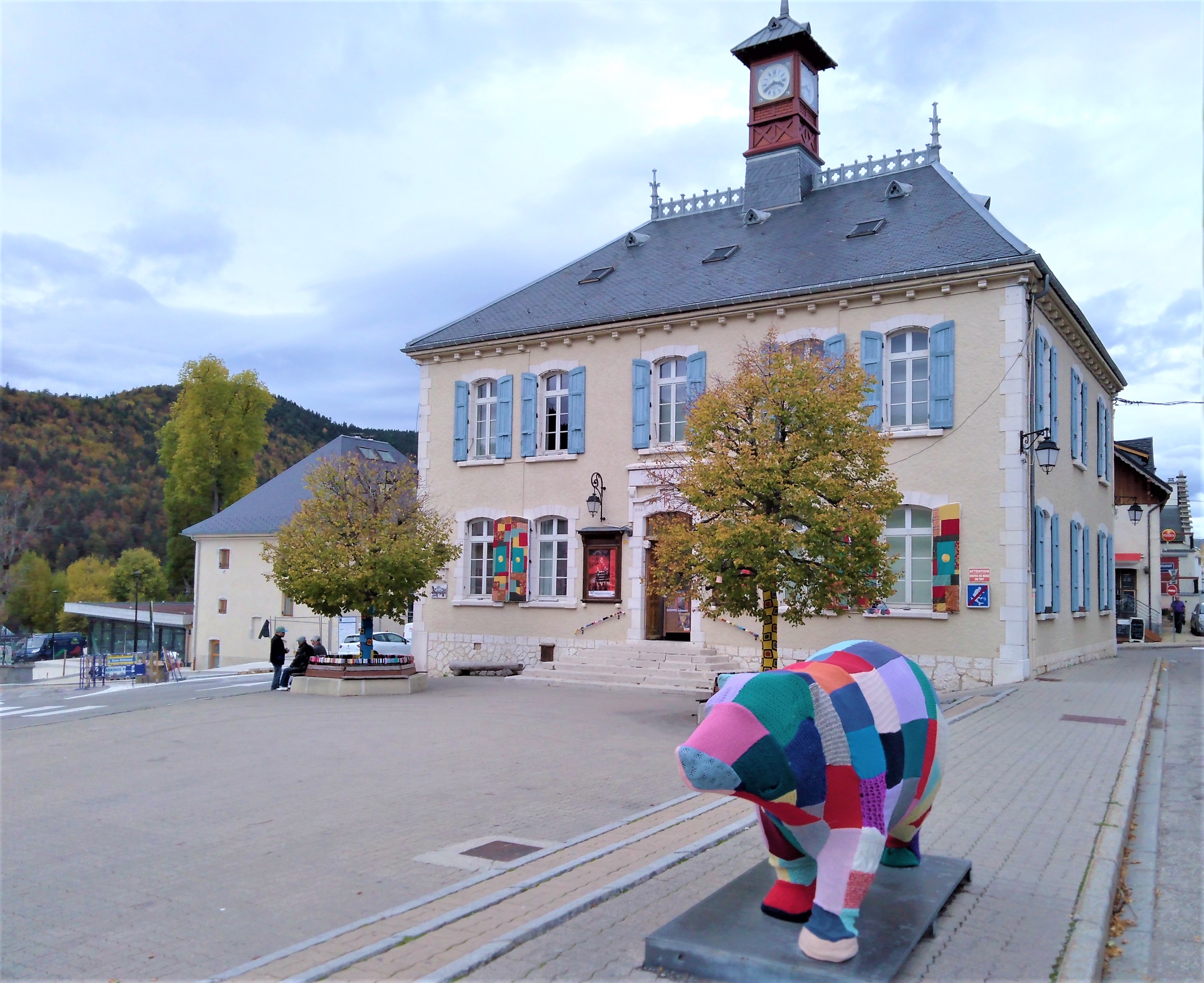
Maison du patrimoine durant le festival d'humour 2019

La commune héberge des sites pour les spectacles et des sites d'expositions dont :

pour les spectacles :
- La Coupole, salle des fêtes communale, située place Mure-Ravaud

Ce bâtiment, lieu central et historique du festival, accueille la billetterie.
- Le Rex, salle de cinéma et de spectacles, situé rue du lycée polonais

À l'occasion du festival « Villard-de-Lans vit l'art de rire » de 2013, Ce nouvel espace, toujours dénommé « Le Rex » a été inauguré le 28 octobre 2013, en présence de l'acteur et humoriste Serge Papagalli qui profita de l'occasion pour présenter son nouveau spectacle. Depuis cette « première », les salles de l'espace du Rex sont, chaque année, régulièrement utilisées pour les principales représentations de ce qui se dénomme désormais le « Festival d'humour et de création de Villard-de-Lans ».
- L'Agopop, maison des Habitants de Villard-de-Lans (spectacle jeune public)[9].

pour les expositions :
- La Maison du patrimoine de Villard-de-Lans, située place de la Libération

Ce bâtiment, qui fut autrefois l'ancienne maison communale, accueille des expositions temporaires en lien avec le festival.
- Le Cairn (centre culturel et sportif de Lans-en-Vercors)[10].